# هوهانس گابریلیان
هوهانس نوریکی گابریلیان (ارمنی: Հովհաննես Նորիկի Գաբրիելյան؛ زادهٔ ۲۰ آوریل ۱۹۵۰) یک سیاستمدار اهل ارمنستان است که از تاریخ ۱۹۹۵ تا تاریخ ۱۹۹۹ سمت نمایندگی دوره اول مجلس ملی جمهوری ارمنستان را برعهده داشت.

## زندگی‌نامه
در ۲۰ آوریل ۱۹۵۰ در روستای کوچاک به دنیا آمد و از انستیتو دام‌پروری و دام‌پزشکی ایروان فارغ‌التحصیل شد. 